# ヤンキース (バンド)
ヤンキースは、1980年代に存在した日本のバンド。ビートルズ系ロックンロールの影響を受けたポップス、バラードが特徴。1990年からバンド名を「ムラマサ」に変更した。

## 概要・来歴
1980年代初頭、東京都福生市を拠点に、大竹幸尚（ボーカル、作詞・作曲）が結成していたバンドに、クラウンレコードのディレクターが「ヤンキース」と命名。当時、福生市にあった3つのライブハウスを拠点に、吉祥寺マンダラ、新宿ルイード等への出演へ活動範囲を広げていった。この第一期メンバーには植野和敏（ギター）などが在籍。度重なるメンバーチェンジを経て、1985年にヤマハEastWest、新星堂ロックインコンテストでグランプリを獲得。この第二期メンバーには湯沢直美（ドラム）などが在籍した。
1988年、にっかつ映画「ころがし涼太 激突!モンスターバス」の音楽を担当するも、メンバー編成は第二期から一新していた。この第三期メンバーには杉山篤（ギター）などが在籍。
1990年のニューイヤーロックフェスティバル出演を機に大竹以外のメンバーすべてが入れ替わり、バンド名を「ムラマサ」と変更した。この第四期メンバーとなった大郷良知（サックス）、大日方力也（ギター）、武田正治（ドラム）は、大竹が作詞作曲した楽曲の演奏や編曲を担い、他歌手およびテレビアニメ劇伴作品等の提供活動を行った。特に、大郷のサックス・フレーズ、大日方のギター・フレーズが映画などの映像系作品で採用されることが多かった。同時に、武田は鍵盤楽器の演奏者でもあり、大竹との共同作業による提供作品が存在する。
任天堂スーパーファミコンソフト「海腹川背」（1994年12月23日発売）テーマソング」「史上最強リーグ セリエ A エースストライカー（1995年3月31日発売）テーマソング」を、菊池琢己（ギター・編曲）と共作。大竹は、ペンネーム「ゆいはやと」として参加。他にも中野正博（ギター）、安芸出（キーボード）、星牧人（ピアノ）らが編曲として参加した提供作品がある。
1998年のニューイヤーロックフェスティバル出演を最後に演奏活動を休止。2000年に大竹幸尚が新メンバー編成でバンドzbox（ジーボックス）の活動を開始したことで、事実上の解散状態。

## 作品
映画劇伴
- 「ころがし涼太 激突!モンスターバス」（1988年7月30日公開。製作：にっかつ／配給：シネ・ロッポニカ）
- 「報復攻撃 美しき殺人者」（1998年8月21日発売。VHS。製作：徳間ジャパンコミュニケーションズ） ほか

シングル
- 「吠えながら闇を裂け」（C/W「雨のルート16ヨコタ」）1989年6月17日発売。FECレコード
- 「HONEY MOON」（C/W「夏の終り」）1993年発売。バンド名「ムラマサ」。

アルバム
- 「UNDER SPELL」（1995年発売。バンド名「ムラマサ」）

楽曲提供
- 山本美枝「あの夏の日」（1993年10月21日発売シングル「夜に迷って」C/W。ビクター エンタテインメントVIDL-10440）
- 任天堂スーパーファミコンソフト
  - 「海腹川背（1994年12月23日発売）」テーマソング
  - 「史上最強リーグ セリエ A エースストライカー（1995年3月31日発売）」テーマソング
- アニメ「がんばれゴエモン」アルバム収録曲（1998年3月25日発売、ワーナーミュージック・ジャパン WPCV-7420）
- 水谷優子「DEEP FEAR」C/W小松里賀「思い出はずっと胸の奥に」（1998年10月21日発売シングル、徳間ジャパンコミュニケーションズ TKDA-71470）
- TBSアニメ
  - 「ももいろシスターズ」アルバム収録楽曲（1998年12月23日発売、徳間ジャパンコミュニケーションズ TKCA-71528）
  - 「Only You ビバ!キャバクラ」アルバム収録楽曲（1999年12月24日発売、徳間ジャパンコミュニケーションズ TKCA-71560）ほか

## 出演
- 第一回ジャパン・ブルース・カーニバル（1986年7月 - 日比谷野外音楽堂）
- Capitagon'86（1986年9月 - 日比谷野外音楽堂）
- ニューイヤーロックフェスティバル
  - 16th（1988年、浅草常盤座）
  - 17th（1989年、浅草常盤座）[1]
  - 18th（1990年、浅草常盤座、バンド名「ムラマサ」）[2]
  - 19th（1991年、浅草大勝館、バンド名「ムラマサ」）[3]
  - 20th（1992年、新宿ムーランドール、バンド名「ムラマサ」）
  - 25th（1997年、浅草ロックンロック、バンド名「ムラマサ」）
  - 26th（1998年、浅草ロックンロック、バンド名「ムラマサ」）　ほか